# Monte Cartwright
Il Monte Cartwright (in lingua inglese: Mount Cartwright) è una ripida vetta antartica alta 3.325 m, che sormonta una dorsale orientata in senso nord-sud posta 13 km a nord-nordovest del Monte Waterman, nell'Hughes Range, catena montuosa che fa parte dei Monti della Regina Maud, in Antartide. 
Fu scoperto e fotografato dall'United States Antarctic Service nel volo C del 29-febbraio-1 marzo 1940 e ispezionato dal glaciologo americano Albert Paddock Crary (1911-1987) nel 1957-58. 
La denominazione fu assegnata dallo stesso Crary in onore di Gordon Cartwright (1906-1997), il primo di una serie di scienziati americani a partecipare allo scambio con colleghi sovietici nel corso dell'Anno geofisico internazionale del 1957-58 e che passò l'inverno 1957 alla base permanente sovietica antartica di Mirnyj.